# Rohan (oblast de Kharkiv)
Pour les articles homonymes, voir Rohan.
Rohan (ukrainien : Рогань) est une commune urbaine de l'oblast de Kharkiv, en Ukraine. Elle compte 3 355 habitants en 2021.

## Géographie
La ville est assise de part et d'autre de la rivière Rohanka, affluent de la rivière Oudy, rivière tributaire de la rivière Donets, dans le bassin hydrographique du fleuve Don. Elle se trouve à 20 kilomètres au sud-est de la ville de Kharkiv.